# Olympus Airways
Olympus Airways war eine griechische ACMI-Charterfluggesellschaft mit Sitz in Athen.

## Geschichte
Olympus Airways wurde im Oktober 2015 gegründet und nahm den Flugbetrieb kurz darauf mit einer geleasten Boeing 737-500 auf Charterflügen ab Deutschland auf. In der Folgezeit ging man ebenfalls eine Zusammenarbeit mit der virtuellen italienischen Fluggesellschaft PeopleFly ein, um für letztere europaweite und nach Nordafrika reichende Charterflüge durchzuführen. Anfang März 2016 verließ die einzige Boeing 737-500 die Olympus-Flotte, um im gleichen Monat durch einen Airbus A319-100 ersetzt zu werden. Da Olympus Airways jedoch gegenüber PeopleFly statt März den Monat Januar als Einsatzdatum der A319 kommuniziert hatte, ergaben sich Verzögerungen, die dazu führten, dass das italienische Unternehmen die Aufnahme seiner Flugverbindungen dreimal verschieben musste und die Zusammenarbeit mit Olympus Airways schließlich abbrach.

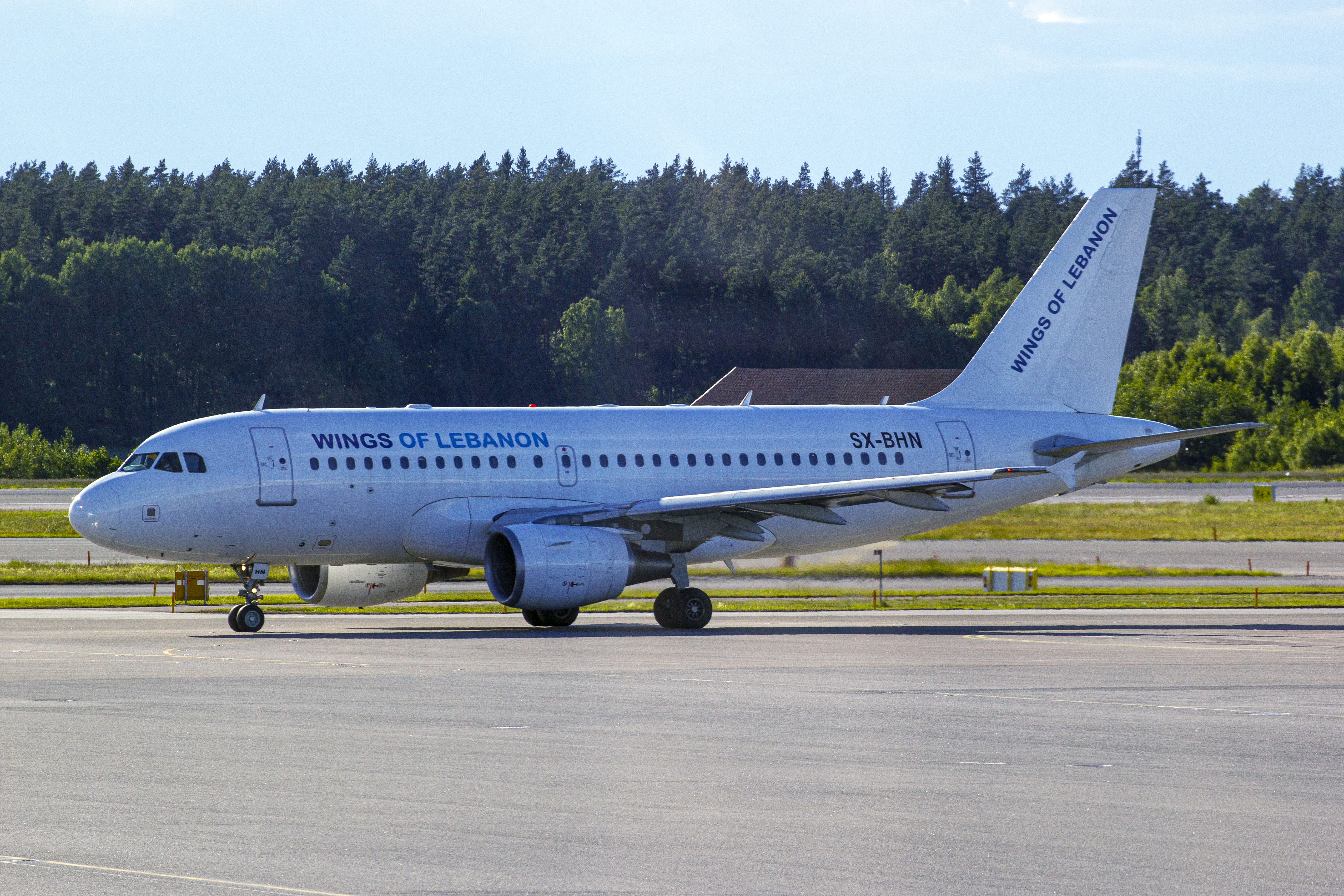
Ein für Wings of Lebanon betriebener Airbus A319-100 (SX-BHN) der Olympus Airways auf dem Flughafen Stockholm/Arlanda, Sommer 2017

Anschließend betätigte sich Olympus Airways im ACMI-Charter für diverse Fluggesellschaften. Im Mai 2017 wurde die zu diesem Zeitpunkt aus zwei Airbus A319-100 und zwei Airbus A321-200 bestehende Flotte um einen ersten Airbus A320-200 erweitert.
Im Sommer 2018 kam es zu Unregelmäßigkeiten im Flugbetrieb der Olympus Airways; nicht nur sahen sich Reisende auf Flügen von unterschiedlichen deutschen Flughäfen zu Zielen auf den Kanaren wiederholt großen Verspätungen ausgesetzt, auch wurden Flüge gestrichen. Infolge kündigte die in Kaarst ansässige und als Charter-Broker tätige Gesellschaft Involatus, die einen Großteil der Olympus-Airways-Flugzeuge gechartert und die Sitzplatzkontingente an Reiseveranstalter weiterverkauft hatte, die Zusammenarbeit mit der Fluggesellschaft ab September desselben Jahres auf. Olympus Airways reagierte, indem sie ab dem 21. August 2018 – noch vor Auslaufen des gekündigten Vertrags – die Flüge für Involatus einstellte. Die griechische Fluggesellschaft gab diesbezüglich an, dass Involatus Zahlungen nicht nachgekommen sei und sich so Ausstände in Höhe von rund 4,2 Mio. Euro angesammelt hätten.
Gegen Ende April 2019 kommunizierte man, dass in Kürze der Einsatz zweier Airbus A330 geplant sei. Die Pläne blieben nicht nur unrealisiert, auch hatten die beiden zuvor in die Flotte eingeführten Airbus A320-200 selbige hier bereits wieder verlassen. Weiter noch fuhr man die Anzahl der A319 auf eine Maschine zurück.
Anfang Dezember 2019 erhielt Olympus Airways das erste von später zwei Frachtflugzeugen vom Typ Boeing 757-200PCF. Die übrige, aus drei Airbus A321-200 bestehende Passagier-Flotte war zu diesem Zeitpunkt aus Wartungsgründen inaktiv. Alle Flugzeuge wurden im Frühjahr 2022 an die Eigentümer zurückgegeben.

## Flugziele
Das Unternehmen betätigte sich im weltweiten ACMI-Charterverkehr. Neben dem Einsatz für europäische Kunden war Olympus Airways in der Vergangenheit unter anderem im Emirat Kuwait, dem Kongo, Libanon, Iran und der Ukraine tätig.

## Flotte

### Aktuelle Flotte
Mit Stand August 2022 sind keine Flugzeuge mehr auf Olympus Airways registriert. Zuletzt bestand die Flotte aus einem Airbus A321-200, welcher bereits seit Anfang 2020 am Flughafen Antalya eingelagert war.

### Ehemalige Flugzeugtypen
In der Vergangenheit betrieb Olympus Airways Flugzeuge der Typen Airbus A319-100 und Airbus A320-200, Airbus A321-100/200 sowie Boeing 757-200PCF.